# Kadłubek (informatyka)
Kadłubek – niekompletna wersja komputera niezawierająca procesora, pamięci operacyjnej oraz urządzeń wejścia-wyjścia. Takie wersje komputerów spotyka się najczęściej w przypadku laptopów. Brakujące elementy użytkownik montuje samodzielnie.